# Sayuri Asahara
Sayuri Asahara (jap. 浅原 さゆり, Asahara Sayuri; * 26. Juli 1985) ist eine japanische Badmintonspielerin.

## Karriere
Sayuri Asahara besuchte die Tsurajima-Mittelschule in Kurashiki, dann die Kasaoka-Handelsoberschule in Kasaoka und schließlich die Japanische Sporthochschule. Ihren ersten größeren Erfolg hatte sie 2002 mit dem dritten Platz im Einzel bei den Inter-High-Oberschulmeisterschaften (高校総体, kōkō sōtai). Im Jahr darauf erreichte sie den zweiten Platz im Doppel bei der Badminton-Juniorenmeisterschaft. 2006 siegte sie im Doppel bei den Studenten-Meisterschaften. Danach trat sie in das Unternehmen Nihon Unisys ein für deren Werksteam sie seitdem spielt. 2008 nahm sie an den Allgemeinen Meisterschaften teil, wo sie im gemischten Doppel mit ihrem Teamkollegen Hajime Komiyama den dritten Platz erreichte. Auch bei der Badminton-Meisterschaft der Erwachsenen 2009 erreichte sie den dritten Platz im gemischten Doppel. Im Jahr darauf nahm sie erneut an dieser Veranstaltung teil und erreichte den dritten Platz im Damendoppel.
Sayuri Asahara wurde bei den Korea International Fünfte im Damendoppel mit Yūko Kanamori. 2010 belegte sie Platz zwei bei den Australian Open im Mixed, wobei sie Hajime Komiyama an ihrer Seite hatte. Bei den Osaka International 2011 wurde sie Dritte.

## Sportliche Erfolge
| Saison | Veranstaltung                | Disziplin   | Platz | Name                             |
| ------ | ---------------------------- | ----------- | ----- | -------------------------------- |
| 2008   | Japan: Einzelmeisterschaften | Mixed       | 3     | Sayuri Asahara / Hajime Komiyama |
| 2008   | Korea International          | Damendoppel | 5     | Sayuri Asahara / Yūko Kanamori   |
| 2010   | Australian Open              | Mixed       | 2     | Sayuri Asahara / Hajime Komiyama |
| 2011   | Osaka International          | Damendoppel | 3     | Sayuri Asahara / Yūko Kanamori   |